# Fred Crack
Frederick William Crack (12 tháng 1 năm 1919 – 2002) là một cầu thủ bóng đá người Anh thi đấu ở vị trí tiền vệ chạy cánh.